# (20315) 1998 FD130
A (20315) 1998 FD130 a Naprendszer kisbolygóövében található aszteroida. A LINEAR projekt keretében fedezték fel 1998. március 22-én.